# Osmã Pazvantoğlu

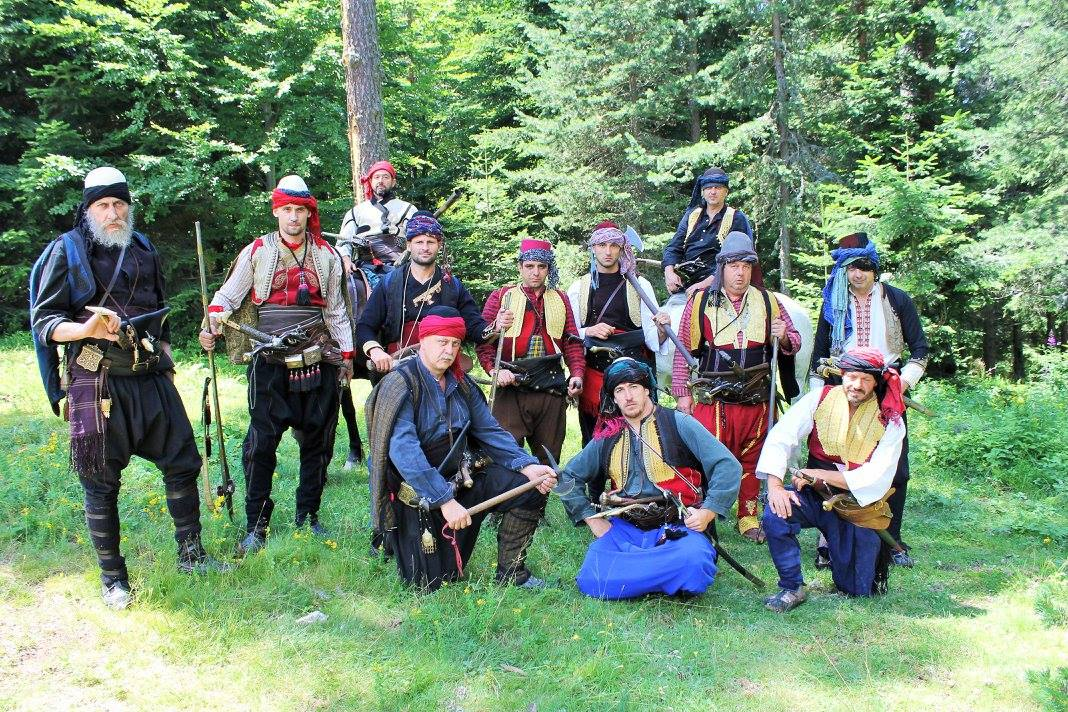
Kardzhalii — uma reconstrução moderna.

Osmã Pazvantoğlu era um janízaro otomano que se tornou um governante real e independente da terra de eialete da Rumélia durante a chamada historiografia búlgara — época de Kardzhalii (que não deve ser confundida com a obra de Pushkin, de mesmo nome). 
Seu nome é simbólico e leva o do fundador da dinastia otomana, e seu nome otomano significa guarda ou vigia, ou seja. ele é o guardião dos otomanos, da dinastia e de sua herança. Seu avô era guarda em Sofia.
Osmã Pazvantoğlu apareceu pela primeira vez em registros históricos em 1787 e apareceu na cena histórica em 1792 após o Tratado de Sistova e o Tratado de Jassy. Na primavera de 1792, à frente dos janízaros de Vidin e Belgrado, ele conquistou Vidin e transformou sua fortaleza em algo como uma capital informal dos Bálcãs. Com o apoio tácito da população local de Rumelia. Recebe contribuições significativas da Valáquia. O sultão Selim III e a camarilha ao seu redor não conseguiram se opor a ele e tornaram-se ridículos não apenas entre os súditos na Península dos Balcãs, mas também entre outros governantes europeus. O Império Russo e o Sacro Império Romano, por suas próprias razões, não interferiram nos assuntos internos do Império Otomano, embora Selim III lhes pedisse ajuda contra os rebeldes do impostor em Vidin. Até sua morte, Osmã Pazvantoğlu foi condenado a cerca de 10 mortes pelas autoridades otomanas em Istambul e subseqüentemente perdoado, se ele pudesse ser controlado, mas isso nunca aconteceu. Ele se correspondia com o imperador russo e Napoleão Bonaparte, pedindo que este o apoiasse em sua luta pelo Grão-vizir do Império Otomano e o herdeiro residente do último cã da Criméia Gengis Mehmed Geray — pelo sultão otomano. 
Selim III, em seu desamparo para lidar com ele, tentou uma jogada incomum - ele enviou Ali Paxá de Janina, mas o último estava aparentemente em conluio com Osmã Pazvantoğlu e esse empreendimento fracassou. Aparentemente, os dois dividiram as esferas de influência nos Bálcãs — por udzhs.
Na prática, Osmã Pazvantoğlu concentrou o poder dessas forças na sociedade otomana que desejavam preservar o status quo existente até a revolta dos Yamakos. Vários edifícios construídos em seu tempo foram preservados em Vidin.
Osmã Pazvantoğlu encontrou Rigas Feraios como amigo e tentou, sem sucesso, libertá-lo em Belgrado depois que Rigas Feraios foi entregue pelos austríacos aos otomanos em Belgrado.